# Koya Shimizu
Koya Shimizu (清水 康也 Shimizu Koya?, nacido el 15 de junio de 1982 en Tokio) es un exfutbolista japonés. Jugaba de centrocampista y su último club fue el Briobecca Urayasu de Japón.

## Trayectoria

### Clubes
| Club              | País  | Año         |
| ----------------- | ----- | ----------- |
| Vegalta Sendai    | Japón | 2005 - 2006 |
| Sagan Tosu        | Japón | 2007 - 2009 |
| Tokyo Verdy       | Japón | 2010        |
| Briobecca Urayasu | Japón | 2011 - 2017 |